# .shop
پسوند .shop یک دامنه سطح‌بالای پیشنهاد شده در سامانه نام دامنه اینترنت است که درخواست آن به آیکان جهت تایید به عنوان دامنه سطح‌بالای ضمانت شده ارسال شده است.

## منبع
- مقاله .shop در ویکی‌پدیای انگلیسی